# アンブリム島
アンブリム島(Ambrym)はニューヘブリディーズ諸島の一島。バヌアツに属する火山島である。活動性の高い火山であり、溶岩湖を持つことで知られている。アンブリム島とマレクラ島や幾つかの島からマランパ州が形成されている。

## 語源
アンブリム（Ambrym、またはAmbrin）の名前は1774年にこの島に停泊したジェームズ・クックによって命名された。
ヤム芋の地("here are yams")といった意味をもつ"ham rim"という言葉から来ている。

## 地学
ニューヘブリディーズ諸島の中央部にあり、三角形のような形をしており、広さはおおよそ50km。面積は667.7km2で、バヌアツで5番目に大きい島である。
島の中央部の山頂付近はカルデラで、おおよそ100km2もの面積がある。人の住む集落を除けば島の大半が厚いジャングルに覆われている。

## 火山学

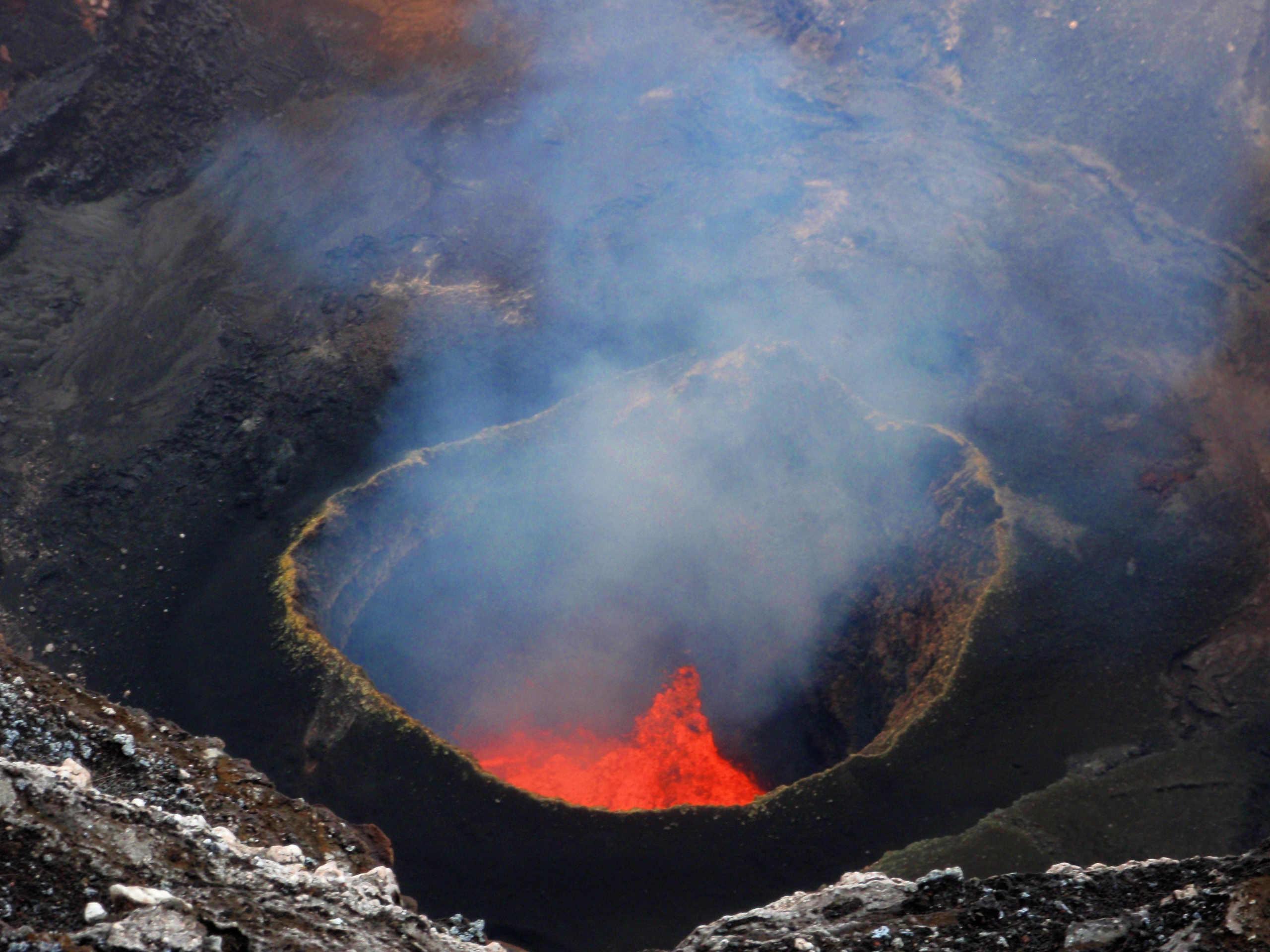
マラム火口の溶岩湖。2009年9月24日撮影

アンブリムは大型の玄武岩質火山で、カルデラは12kmの開口部を持つ。火山諸島であるニューヘブリディーズ諸島の中で最も活発である。
このカルデラは西暦50年ごろに起こったと考えられる大規模なプリニー式噴火の結果できたものである。この火山の噴火規模はスミソニアン学術協会による火山爆発指数で6にあたり、ここ10000年でも最大級の噴火であったと考えられる
。このときに形成されたとされるカルデラは12km×8kmの大きさであり、このカルデラには現在ベンボウとマラムという2箇所の活動的な火山錐が存在する。
標高の高い位置では噴石丘が優勢であり、島の西端は最大で直径1kmもある連続した玄武岩質凝灰岩の環が見られる。これはマグマが地下水面と海岸沿いの水飽和堆積物に接触したときに起きた水蒸気噴火によってできたとされる。
アンブリム火山は1世紀に数回は大規模な噴火が起こっている。
ベンボウ山は1913年に噴火しており、エファテ島ポートビラ近郊のメレ（Mele）への住民避難が起こっている。

## 人口
最大の居住地域はエアスで、2009年バヌアツ国勢調査では人口はおおよそ8000人とされる。住民は主にヤシのプランテーションで生計を立てている。

## 言語

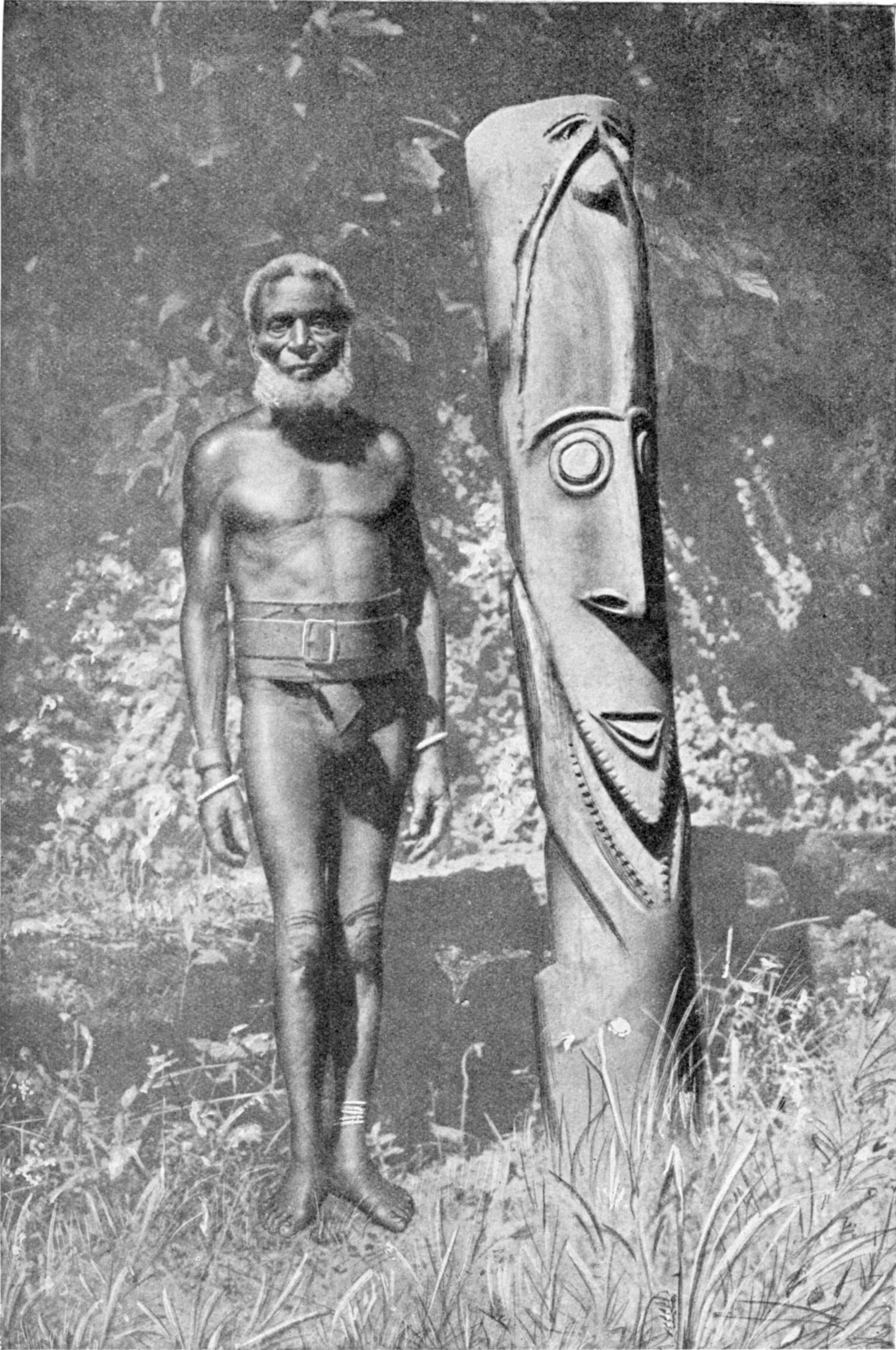
アンブリム島の木彫り。1925年ごろ？

バヌアツの多くの島と同じく、固有のオーストロネシア語を持っている。
北部では北アンブリム語、南東部では南東アンブリム語、南部ではダカカ語、西部ではロンウォルウォル語、南西部ではポート・ヴァト語が使われる。これらの言語の話者はいずれも数100人から数1000人程度である。
アンブリムの原住民が使っている親族システムは非交換的グループで形成することができる。

## 近隣の島
南方のエピ島との間にパーマ島とロペヴィ島の2島が存在する。

## 観光
活発な火山、熱帯植物、現地の村の習慣など個性的な特徴から観光地になっている。ホテルが無いため、伝統的な形式のバンガローに宿泊することになる。

## 註
1. 1 2 3 4 5 6 7  "Ambrym". Global Volcanism Program. Smithsonian Institution. {{cite web}}: Cite webテンプレートでは|access-date=引数が必須です。 (説明)
2. ↑  “Ambrim: Vanuatu, name, geographic coordinates and map”.   Geographical Names. 2011年7月29日閲覧。
3. 1 2  “Ambrim”.   Destination Vanuatu, South Pacific. 2011年7月29日閲覧。
4. ↑  “Ambrym Volcano, Vanuatu”.   John Seach. 2011年7月29日閲覧。
5. ↑  “Large Volcano Explocivity Index”.   geographic.org. 2011年7月24日時点のオリジナルよりアーカイブ。2011年7月29日閲覧。
6. ↑  “Ambrym Volcano, Vanuatu”. Countries of the World. 2011年7月29日閲覧。
7. ↑  2009 National Census of Population and Housing, Vanuatu National Statistics Office
8. ↑  Feature Column from the AMS